# Georg Meggle
Georg Meggle (* 21. Mai 1944 in Kempten (Allgäu)) ist ein deutscher Philosoph.

## Leben
Nach Studien in München (bei Wolfgang Stegmüller), Oxford (bei Richard M. Hare, Peter F. Strawson) und Regensburg promovierte er 1979 bei Franz von Kutschera, Regensburg. 1984 folgte die Habilitation in Osnabrück. Von 1985 bis 1989 wirkte Meggle als Professor für Logik und Methodologie der Wissenschaften im westfälischen Münster. Von 1989 bis 1994 lehrte er als Professor für Systematik und Ethik an der Universität des Saarlandes in Saarbrücken, wo er beabsichtigte, das erste deutsche „Institut für Praktische Ethik“ zu gründen. 1990 bis 1994 war er Gründungspräsident der Gesellschaft für Analytische Philosophie (GAP). Von 1994 bis 2009 war Georg Meggle Professor für Philosophische Grundlagen der Anthropologie und Kognitionswissenschaften an der Universität Leipzig. Meggle war von 1998 bis 2001 auch Leiter der interdisziplinären Forschergruppe Kommunikatives Verstehen der Deutschen Forschungsgemeinschaft und von 1998 bis 2004 Leiter des Projektes Kunst-Kommunikation des Sächsischen Staatsministeriums für Wissenschaft und Kunst. 
Zu seinen Schülern zählen Christoph Fehige und Ulla Wessels.

## Wirken
Für Georg Meggle stellt analytische Philosophie ein Werkzeug dar, mit dem man sich Klarheit auch über alltägliche Sachverhalte verschaffen kann. Dementsprechend beurteilt er Philosophen nicht nur anhand dessen, was sie sagen, „sondern in beträchtlichem Maße danach, was sie tun – oder unterlassen“. Zu Beginn seines Studiums in München, Ende der 1960er Jahre, reihte er sich in die Demonstrationen gegen die Notstandsgesetze ein. Wiederholt machte er sich für freie Diskurse stark. So lud er 1989 trotz massiver Proteste den besonders in Deutschland umstrittenen australischen Ethiker Peter Singer zu einem Vortrag ein, wodurch die Singer-Affäre ausgelöst wurde.
Im Jahr 2000 verfasste er zwei ethische Kommentare zum Kosovo-Krieg, in denen er die „NATO-Moral“ mit Mitteln der Logik untersuchte. Ab 2002 beschäftigte sich Meggle in Seminaren, Vorträgen und Vortragsreihen an der Universität Leipzig mit den ethischen Dimensionen von „Terror & Der Krieg gegen ihn“, explizit auch mit dem Palästina-Konflikt. Wie schon bei der Singer-Affäre kam es auch hier zu Protesten u. a. gegen die Vorträge von Noam Chomsky und Ted Honderich, die unter Polizeischutz stattfanden. 
2004 initiierte Meggle in Leipzig das Sonntagsgespräch. Es stellt einen Versuch dar, Universität für alle anzubieten. Im Gegensatz zu Bat Ye'or sieht er das von ihr beschworene Szenario Eurabien als „eine Vision“ zur Stärkung arabischer und europäischer Identität und als Ausweg aus der gegenwärtigen Krise dieser Räume. Er gilt als Unterstützer der israel-kritischen BDS-Bewegung.
Seit seiner Leipziger Emeritierung (2009) gibt er Philosophische-Interventions-Kurse; im Sommer an der Uni Salzburg und im Winter an der American University in Cairo (AUC). Bis 2011 hatte er eine Honorary-Associate-Professur an der Universität Melbourne (Australien) inne. Seit November 2011 ist er Gastprofessor an der Al-Azhar-Universität in Kairo.
Georg Meggle ist seit 2018 Ehrenpräsident der Gesellschaft für Analytische Philosophie (GAP).
Meggle bekennt sich als ‚Querdenker‘, denn jedes Selbstdenken beginnt seiner Auffassung nach mit dem Infragestellen dessen, was „von einer Mehrheit, von einer Tradition, von irgendeiner (staatlichen, kirchlichen oder akademischen) Institution, von irgendeinem Expertengremium“ behauptet wird.